# Sinomiopteryx guangxiensis
Sinomiopteryx guangxiensis es una especie de mantis de la familia Thespidae.

## Distribución geográfica
Se encuentra en  China.